# AB Sports
AB Sports est une ancienne chaîne de télévision thématique française d'AB Groupe consacrée au sport et diffusée du 23 décembre 1996 au 3 mai 1999. Elle prend la dénomination Sport+ à partir de son acquisition par le groupe Canal+.

## Histoire de la chaîne
AB Sports est créée par AB Groupe pour être la chaîne du sport de son futur bouquet satellite numérique. Elle commence sa diffusion le 23 décembre 1996 avec le lancement du bouquet satellite AB Sat.
Trop chère et générant peu d'audiences du fait de sa programmation axée sur les sports étrangers, AB Groupe cède pour 39 millions de francs 51 % du capital d’AB Sports le 5 novembre 1998 au groupe Pathé qui se lance alors dans la télévision thématique. Pathé renomme la chaîne Pathé Sport le 3 mai 1999.

### Identité visuelle (logo)
L'indicatif d'ouverture d'antenne d'AB Sports en 1996 est composé d'images de différentes disciplines sportives avec le logo de la chaîne en incrustation et la musique du titre Jump.

Projet de logo d'AB Sports en 1995
Projet de logo d'AB Sports de 1995 à 1996
Logo d'AB Sports de 1996 à 1997
Logo d'AB Sports de 1997 à mai 1999

## Organisation

### Dirigeants
Présidents
- Jean-Michel Fava : 23 décembre 1996 - 5 novembre 1998
- Jérôme Seydoux : 5 novembre - 31 décembre 1998

Vice-Président
- Claude Berda : 23 décembre 1996 - 5 novembre 1998

Directeur des programmes
- Richard Maroko : 23 décembre 1996 - 5 novembre 1998

### Capital
AB Sports est initialement éditée par la société AB Sat, filiale à 100 % d'AB Groupe. Le 5 novembre 1998, le groupe Pathé prend le contrôle de 51 % du capital, AB Groupe conservant les 49 % restants.

## Programmes
Les droits des retransmissions sportives nationales étant au-dessus de se moyens, AB Sports diffuse alors beaucoup d'épreuves sportives internationales et étrangères. Elle réussit à constituer rapidement une programmation étoffée en proposant, dans une grille s'étendant de 8 h du matin à minuit, de nombreuses compétitions encore accessibles sur le marché : championnats de football des pays d'Amérique du Sud, rugby à XV gallois, championnat de France de hockey sur glace, basket-ball et handball féminin, disciplines olympiques, golf, glisse et sports américains les plus populaires. Elle diffuse aussi de nombreux magazines.

## Diffusion
AB Sports est diffusée sur le câble par Numericable et par satellite sur le bouquet AB Sat, puis en exclusivité par CanalSatellite, permettant à AB Sports d'être reçue par plus d’un million de foyers abonnés.